# Summer Bummer
«Summer Bummer» es una canción de la cantante y compositora estadounidense Lana Del Rey, que cuenta con la participación de los raperos estadounidenses ASAP Rocky y Playboi Carti, y está incluida en su quinto álbum de estudio, Lust for Life. La canción fue lanzada para descarga digital el 12 de julio de 2017, junto con «Groupie Love», que cuenta con la colaboración de ASAP Rocky, como sencillo promocional al hacer la precompra del álbum. La canción fue escrita por los artistas, junto con los productores BigWhiteBeatz, Boi-1da, Jahaan Sweet y T-Minus, con créditos adicionales de producción para Rick Nowels.

## Antecedentes y composición
La canción fue escrita por Lana Del Rey en colaboración con compositores como ASAP Rocky, Boi-1da, Playboi Carti, Matthew Samuels y Tyler Williams durante el verano de 2016. El 2 de junio de 2017, Del Rey reveló que ella y ASAP Rocky habían colaborado en una canción para el álbum al publicar un fragmento de la canción en Instagram con la leyenda: «Hicimos muchas buenas, pero creo que elegimos las mejores para el disco».
Según la partitura publicada en Musicnotes por Universal Music Publishing Group, «Summer Bummer» está compuesta en un compás de 4/4 y en la tonalidad de mi bemol menor, con un tempo relajado de trap/hip hop y electrónica de 67 pulsaciones por minuto. Alexa Camp de Slant Magazine clasificó «Summer Bummer» como una canción de hip hop, mientras que Ryan Reed de Rolling Stone describió el sonido de la canción como un «estilo oscuro de pop noir sobre un ritmo de trap vibrante».

## Recepción de la crítica
«Summer Bummer» recibió críticas generalmente positivas por parte de los críticos. Anna Gaca de Spin declaró: «Incluso al ampliar —ligeramente— el alcance de su catálogo, 'Summer Bummer' se ve mejor como una pieza clásica de Lana Del Rey: una banda sonora muy estilizada para drogas, piscinas y monocromáticos de alto contraste. 'Mentiras blancas' —o tal vez eso sea, ejem, 'líneas blancas'— 'y playas negras/Y sangrías rojas sangre', canta más tarde, reflejando una paleta de colores que se remonta a 'Off to the Races'. Sonoramente, 'Bummer' es como una versión inspirada en el trap de 'High by the Beach' de Honeymoon, y temáticamente, no va a ningún lugar que esa canción ya no haya explorado».
Rebecca Haithcoat de Pitchfork dijo: «[Summer Bummer] no es un contendiente tradicional para la corona de flor de la canción del verano. Es pegajosa, pero de una manera densa y opresiva, no ligera y despreocupada. Incluso en las canciones de Del Rey con una temperatura más fresca, hay una humedad en su voz, un espesor que ralentiza su lengua. La entrega indolente emparejada con una descripción tan vívida es una característica de su trabajo, y aquí funciona como un capullo del que no quieres escapar incluso cuando sientes el filo de peligro. Las contribuciones de ASAP Rocky y Playboi Carti se sienten un poco innecesarias, ya que Del Rey no tiene problemas para llevar una pista por sí misma. Cerca del final, su voz salta repentinamente una octava y, por un momento, flota dulcemente sobre el sueño febril tumultuoso».
Frank Guan de Vulture afirmó: «'Summer Bummer' trata sobre el amor. Pero la música en 'Bummer' lleva consigo una carga sin precedentes. Boi-1da y T-Minus, productores de primera línea conocidos por su trabajo con Drake y otros artistas de rap, han dotado a Lana con un ritmo mareado por el calor y refrescado por la sombra, un éxito situado a medio camino entre la playa y el trap. Es una pista de la que cualquier rapero estaría orgulloso de surfear, y Rocky lo sabe, entregando un verso calmadamente jactancioso y bien adaptado, marcado por una elección de ad-libs contenidos del afiliado de A$AP, Playboi Carti. Mientras tanto, la voz de Lana, apasionada y dolorida pero sin esfuerzo y tranquila, canta a un amante libre de cambiar pero destinado a aceptar su amor. El subtexto racial se cuela a través de líneas sobre líneas blancas y playas negras, aunque el verdadero punto poético destacado son las sangrías rojo sangre. Después de años en la oscuridad, el amor de Lana por el hip-hop está de nuevo en público, y como cualquier amor, se siente como si no hubiera pasado el tiempo en absoluto».
Chris Richards de The Washington Post afirmó: «El sencillo más narcótico del álbum, 'Summer Bummer', es un eco del éxito característico de Del Rey, 'Summertime Sadness', solo que más evocativo. Imagina a la cantante ociosa en el calor de julio, escribiendo lentamente una carta de amor telepática dentro de su cráneo. Está escuchando la radio, y su mente está divagando entre la sensación externa y el deseo interno. Escuchamos las voces de Playboi Carti y A$AP Rocky chapoteando en el fondo —son hip-hop en verano, la canción en las ondas».
La canción fue clasificada como la 56ª mejor canción de 2017 por Noisey.

## Lista de sencillos
| Descarga digital |                                                        |          |  |
| N.º              | Título                                                 | Duración |  |
| 1.               | «Summer Bummer» (featuring ASAP Rocky y Playboi Carti) | 4:21     |  |

| Descarga digital – Snakehips Remix |                                                                          |          |  |
| N.º                                | Título                                                                   | Duración |  |
| 1.                                 | «Summer Bummer» (featuring ASAP Rocky y Playboi Carti) (Snakehips Remix) | 4:08     |  |

| Descarga digital – Clams Casino Rework |                                                                             |          |  |
| N.º                                    | Título                                                                      | Duración |  |
| 1.                                     | «Summer Bummer» (featuring ASAP Rocky y Playboi Carti) (Clams Casino Remix) | 4:30     |  |

## Gráficos
| Listas (2017)                           | Mejor posición |
| --------------------------------------- | -------------- |
| Australia (ARIA)                        | 19             |
| Canadá (Canadian Hot 100)               | 80             |
| Nueva Zelanda (Recorded Music NZ)       | 2              |
| Escocia (Scottish Singles Sales Chart)  | 86             |
| Suecia (Sverigetopplistan)              | 3              |
| Reino Unido (UK Singles Chart)          | 81             |
| Estados Unidos (Bubbling Under Hot 100) | 23             |

## Certificaciones
| País           | Organismo certificador | Certificación | Ventas certificadas | Ref.   |
| -------------- | ---------------------- | ------------- | ------------------- | ------ |
| Australia      | ARIA                   | Oro           | 35 000              | [ 22 ] |
| Estados Unidos | RIAA                   | Oro           | 500 000             | [ 23 ] |